# Глобальне вторгнення: Битва Лос-Анджелес
«Глобальне вторгнення: Битва за Лос Анжелес» (англ. World Invasion: Battle Los Angeles за межами США, або оригінальна назва Battle: Los Angeles) фантастичний фільм режисера Джонатана Лібесмана. Дія фільму проходить у сучасному Лос-Анжелесі де підрозділи Морської піхоти США та Авіації протистоять вторгненню на землю космічних прибульців. Фільм знято у IMAX 3D та RealD 3D.

## Сюжет
Серпень 2011 року. Дивне явище спостерігатиметься на узбережжях майже всіх континентів - метеоритний дощ. Тим часом штаб-сержант Майкл Нанц прибуває в табір Пендлтон, де базується морська піхота. Він віддав службі близько 20 років свого життя і тепер планує піти у відставку. Проте саме через природню аномалію його залучають до масштабної операції, яка охопить все узбережжя Каліфорнії. Майкл потрапляє в підрозділ лейтенанта Вільяма Мартінеса, де також проходить службу капрал Локетт, чий брат загинув під час військової міссії в Іраку. Тією операцією командував саме Нанц, тому піхотинці мають упереджене ставлення до штаб-сержанта, вважаючи його винним у смерті своїх підлеглих. Тим не менш цей факт відходить на задній план, коли починають з'являтись моторошні сюжети ЗМІ з місця падіння метеоритів. Виявляється, що метеоритний дощ - це організована висадка іншопланетних прибульців. Буквально за лічені хвилини вони беруть під контроль всю територію узбережжя та починають просуватися вглиб Лос-Анджелеса. Військові оперативно реагують на хід подій та розгортають свій штаб в аеропорту Санта-Моніка. Саме туди транспортують лейтенанта Мартінеса, штаб-сержанта Нанца та їх людей. За даними розвідки у прибульців відсутня будь-яка авіація, тому військові планують евакуювати всіх цивільних із захоплених територій, а потім завдати масований бомбовий удар, оскільки не мають уявлення про слабкі та сильні сторони ворога.
Лейтенант Мартінес, будучи командиром без належного бойового досвіду, втрачає контроль, коли він та його підлеглі потрапляють у пастку чужинців. Їм доводиться відступати під щільним вогнем супротивника. Знайти укриття вдається в одному з покинутих будинків, де Нанц намагається привести до тями Вільяма, розуміючи, що той банально розгубився. Саме тут підрозділ вперше знищує одного з прибульців. Проте вони змушені рухатися до поліцейського відділення як точки евакуації, маючи багато поранених.
Діставшись до відділення, люди Мартінеса займають кругову оборону, чекаючи прильоту гелікоптера. Тут до них долучаються вцілілі з іншого підрозділу, зокрема, сержант повітряних сил Сантос. Вона виконувала розвідувальне завдання, однак загубила слід важливого об'єкта іншопланетян. Також військові знаходять у відділку п'ятьох цивільних: двох дорослих та трьох дітей. Тим не менш евакуювати дітей не вдається, оскільки місця в гелікоптері вистачає лише для поранених. Однак як тільки гвинтокрил взлітає, його збиває безпілотний літальний засіб чужинців. З цього моменту військові розуміють, що починають втрачати перевагу в небі. Потім чергові на даху помічають сили ворога, які наближаються в їх бік. Тому постає питання пошуку іншого транспортного засобу для евакуації. Підходящим варіантом стає автобус. Втім, просування автомагістраллю стає неможливим через руйнування з'їздів. Ба більше, автобус починають сильно обстрілювати і залишатися в ньому стає небезпечно. Ситуація ускладнюється ще тим, що до початку масованого бомбардування залишається все менше часу, а до безпечної території занадто далеко...

## У ролях
- Аарон Екхарт - штаб-сержант Майкл Нанц
- Мішель Родрігес -  тих-сержант Олена Сантос
- Вілл Ротхаар - капрал Лі Імлей
- Бріджет Мойнеген - Мішель Мартінес
- Джим Перрак - молодший капрал Пітер Кернс
- Майкл Пенья - Джо Рінкон
- Лукас Тілл- капрал Мак Грейстон
- Ne-Yo - капрал Кевін Харріс
- Джої Кінг - Кірстен
- Брюс Касс - Гектор Рінкон
- Джино Ентоні п `єси - капрал Нік Ставр
- Адетокумбо Маккормак- санітар Джібріль Адукву
- Джеймс Хіроюкі Ліао - молодший капрал Стівен Моттола
- Ноель Фішер - рядовий першого класу Шон Ленехан
- Тейлор Хендлі - молодший капрал Корі Сіммонс
- Рамон Родрігес - лейтенант Вільям Мартінес
- Ніл Браун мл. - молодший капрал Річард Геррерро
- Корі Хардрікт - капрал Джейсон Локетт
- Джессіка Хіп - Джессі
- Мішель Пірс - Шеллі